# NGC 701
NGC 701 is een balkspiraalstelsel in het sterrenbeeld Walvis. Het hemelobject werd op 10 januari 1785 ontdekt door de Duits-Britse astronoom William Herschel.

## Synoniemen
- PGC 6826
- MCG -2-5-60
- IRAS01485-0957